# Mikuláš Dzurinda
Mikuláš Dzurinda, född 4 februari 1955 i Spišský Štvrtok, är en slovakisk politiker. Han var Slovakiens premiärminister från 30 oktober 1998, då han efterträdde Vladimír Mečiar, till 4 juli 2006, då han efterträddes av Robert Fico. Han var landets president 1998–1999 samt utrikesminister 2010–2012.